# Deinotherium bozasi

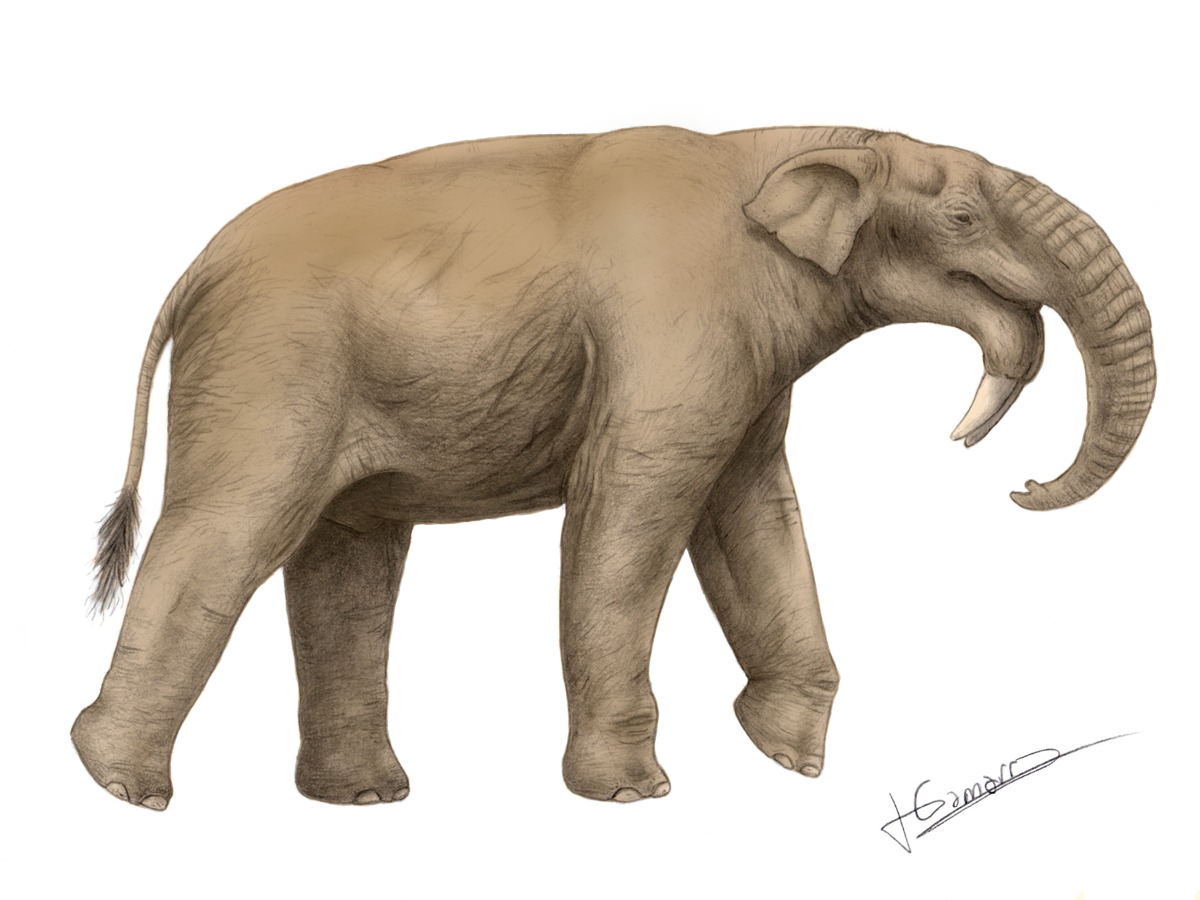
Reconstrucción de Deinotherium bozasi.

Deinotherium bozasi es una especie extinta de mamífero herbívoro perteneciente al mismo orden que los elefantes actuales (Proboscidea), pero de distinta familia. Fue contemporáneo del australopiteco. El nombre Deinotherium significa "bestia terrible". Vivió entre el Mioceno y el Pleistoceno.

## Descripción
Medía entre 3,5 y 4 m de altura al hombro y tenía unos grandes colmillos curvados hacia abajo. Se supone que eran utilizados para arrancar la corteza de los troncos de árboles, que formaba su dieta junto con las hojas. 
Los científicos estiman que tenía un peso corporal de alrededor de 14 toneladas, lo que le convertiría en el segundo mamífero terrestre más grande de todos los tiempos, solo por detrás del paraceraterio (aprox. 15 toneladas).